# Арнольд (Каліфорнія)
Арнольд (англ. Arnold) — переписна місцевість (CDP) в США, в окрузі Калаверас штату Каліфорнія. Населення — 3288 осіб (2020).

## Географія
Арнольд розташований за координатами 38°14′57″ пн. ш. 120°20′58″ зх. д. / 38.24917° пн. ш. 120.34944° зх. д. (38.249050, -120.349326).  За даними Бюро перепису населення США в 2010 році переписна місцевість мала площу 38,46 км², з яких 38,30 км² — суходіл та 0,16 км² — водойми.

### Клімат
| Клімат : Арнольд      | Клімат : Арнольд | Клімат : Арнольд | Клімат : Арнольд | Клімат : Арнольд | Клімат : Арнольд | Клімат : Арнольд | Клімат : Арнольд | Клімат : Арнольд | Клімат : Арнольд | Клімат : Арнольд | Клімат : Арнольд | Клімат : Арнольд | Клімат : Арнольд |
| Показник              | Січ.             | Лют.             | Бер.             | Квіт.            | Трав.            | Черв.            | Лип.             | Серп.            | Вер.             | Жовт.            | Лист.            | Груд.            | Рік              |
| Середній максимум, °C | 7,2              | 8,3              | 10,0             | 13,3             | 18,3             | 23,9             | 28,3             | 27,8             | 24,4             | 18,3             | 11,7             | 8,3              | 16,7             |
| Середній мінімум, °C  | −2,2             | −2,2             | −1,1             | 1,1              | 4,4              | 7,8              | 11,1             | 10,6             | 8,3              | 4,4              | 0,6              | −1,7             | 3,3              |
| Норма опадів, мм      | 264              | 239              | 206              | 117              | 56               | 15               | 3                | 5                | 18               | 74               | 147              | 239              | 1382             |
| --------------------- | ---------------- | ---------------- | ---------------- | ---------------- | ---------------- | ---------------- | ---------------- | ---------------- | ---------------- | ---------------- | ---------------- | ---------------- | ---------------- |
| Джерело: Weatherbase  |                  |                  |                  |                  |                  |                  |                  |                  |                  |                  |                  |                  |                  |

## Демографія
Згідно з переписом 2010 року, у переписній місцевості мешкали 3843 особи в 1761 домогосподарстві у складі 1187 родин. Густота населення становила 100 осіб/км².  Було 4897 помешкань (127/км²).
Расовий склад населення:
| - 93,4 % — білих - 1,2 % — азіатів - 0,7 % — корінних американців - 0,5 % — чорних або афроамериканців - 0,1 % — вихідців з тихоокеанських островів - 1,6 % — осіб інших рас |

До двох чи більше рас належало 2,5 %. Частка іспаномовних становила 6,7 % від усіх жителів.
За віковим діапазоном населення розподілялося таким чином: 16,0 % — особи молодші 18 років, 56,8 % — особи у віці 18—64 років, 27,2 % — особи у віці 65 років та старші. Медіана віку мешканця становила 54,1 року. На 100 осіб жіночої статі у переписній місцевості припадало 104,4 чоловіків;  на 100 жінок у віці від 18 років та старших — 99,8 чоловіків також старших 18 років.
Середній дохід на одне домашнє господарство  становив 63 548 доларів США (медіана — 52 034), а середній дохід на одну сім'ю — 79 541 долар (медіана — 64 226). Медіана доходів становила 72 188 доларів для чоловіків та 39 276 доларів для жінок. За межею бідності перебувало 12,0 % осіб, у тому числі 10,3 % дітей у віці до 18 років та 3,6 % осіб у віці 65 років та старших.
Цивільне працевлаштоване населення становило 954 особи. Основні галузі зайнятості: освіта, охорона здоров'я та соціальна допомога — 25,3 %, виробництво — 12,7 %, будівництво — 11,5 %, науковці, спеціалісти, менеджери — 10,4 %.